# 제임스 페니모어 쿠퍼
제임스 페니모어 쿠퍼(James Fenimore Cooper, 1789년 9월 15일 ~ 1851년 9월 14일 )는 미국의 소설가·평론가이다.
뉴욕주의 대지주 아들로 태어나 생활을 위해 노동을 할 필요도 없이 오직 창작에 전념할 수 있었고 더욱 인기 작가까지 된 행운아이다. 이 다작가는 역사, 해양(海洋), 변경(邊境), 사회 등 광범한 분야에 걸친 이야기를 쓰고 있는데, 내티 범포(Natty Bumppo)를 주인공으로 하는 5편의 변경 로맨스가 가장 유명하며 '미국의 스콧'이라 일컬어질 정도로 모험적 로맨스의 이야기에 능했다.
당시 식민지·바다·개척지 등을 소재로 하여 낭만주의의 세계를 그렸다. 그 후 사회 비평에 관심을 돌려 미국의 현실을 비판하였다. 독립 전쟁 비화인 <스파이>를 발표하여 알려졌으며, <파일럿>으로 인기를 모았다. 그 밖에 영화로도 만들어진 <모히칸 족의 최후>, <개척자> , <길을 여는 사람> , <대평원> 등이 있다.